# Valujskij rajon
Il Valujskij rajon (in russo Валуйский район?) è un rajon dell'Oblast' di Belgorod, nella Russia europea; il capoluogo è Valujki.
Istituito nel 1928, ricopre una superficie di 1.709,6 chilometri quadrati e nel 2010 ospitava una popolazione di circa 34.000 abitanti.